# VirtualDub

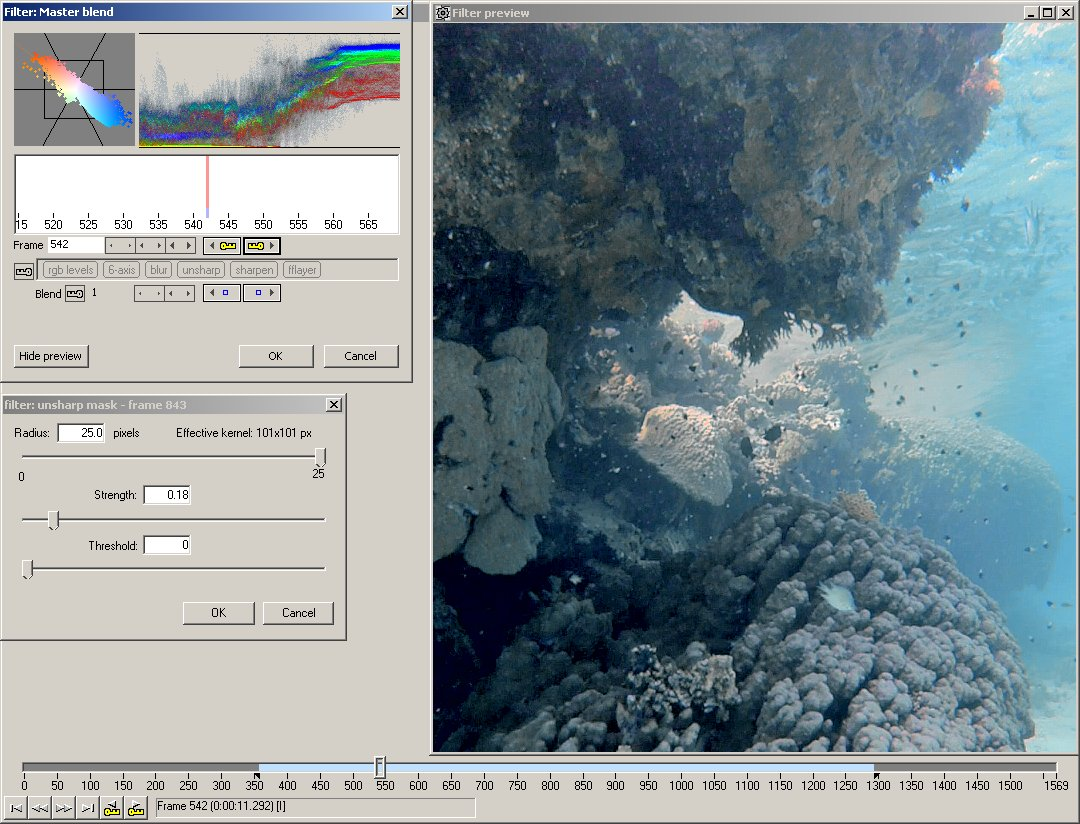
Screenshot der Version VirtualDub2

VirtualDub ist eine freie Videoschnittsoftware für Windows. Vorkompilierte Ausgaben des Programms sind für alle Windows-Versionen ab Windows 98 verfügbar.

## Überblick
Autor Avery Lee wollte mit „VirtualDub“ eine schnelle, lineare Videobearbeitung mit Hilfe einer grafischen Benutzeroberfläche schaffen. Unterstützt wird primär das AVI-Containerformat. Dazu griff VirtualDub lange Zeit einzig auf die Video-for-Windows-Schnittstelle zu, welche wiederum meist einen zuvor installierten, kompatiblen Codec benötigt. Neben AVI werden noch das MPEG-1-Format unterstützt sowie die Grafikformate JPEG, BMP, TGA, PNG und JFIF. In Version 1.7.6 wurde eine Plug-in-Schnittstelle für weitere, nachrüstbare Dateiformate implementiert. Darüber hinaus kann VirtualDub den Datenstrom einer geeigneten Videoquelle (etwa einer Kamera oder TV-Karte) aufzeichnen. Unabhängig vom Quellmaterial kann VirtualDub Videodateien nur im AVI-Format abspeichern.
Zum Bearbeiten liefert VirtualDub einige Videofilter mit, weitere können über die Plug-in-Schnittstelle hinzugefügt werden, u. a. Deshaker. Die automatische Bearbeitung mehrerer Videos (Stapelverarbeitung) kann mit Hilfe von Skripten bewerkstelligt werden. Ferner kann VirtualDub auch als Frameserver fungieren.

## Modifikationen
Lange Zeit war die Anzahl der unterstützten Video- und Audioformate von VirtualDub vergleichsweise gering. Beispielsweise konnte das Programm das weit verbreitete MPEG-2-Videoformat (Standard bei digitalem Fernsehen und bei handelsüblichen Video-DVDs) nicht einlesen. Abhilfe schuf hier nur die Verwendung eines Frameservers wie AviSynth, welcher das Material zuerst dekodierte und es dann an VirtualDub weiterreichte. Daher veröffentlichten Drittpersonen Modifikationen von VirtualDub, die um die native Unterstützung anderer Formate ergänzt wurden. Die populärsten Vertreter waren Nandub (eines der ersten Videoprogramme mit Two-pass encoding auf Basis des DivX-Codec in Version 3.11), VirtualDubMod (eine Verschmelzung vieler Modifikationen, z. B. für den Support von Matroska oder Ogg Media) und VirtualDub-MPEG2 (einzig durch MPEG2-Unterstützung ergänzt). Die Entwicklung der Modifikationen kam jedoch wieder zum Erliegen, da VirtualDub inzwischen über Plug-ins erweitert werden kann.